# Half Moon Bay (vik i Kanada)
Half Moon Bay är en vik i Kanada.   Den ligger i territoriet Nunavut, i den norra delen av landet, 3 600 km nordväst om huvudstaden Ottawa.
Trakten runt Half Moon Bay är permanent täckt av is och snö.